# Ceriops tagal
Ceriops tagal es una especie de plantas en la familia de las Rhizophoraceae. Crece desde África oriental hasta las islas del centro-occidental del Pacífico [Peter K & Sivasothi N. (eds.)]. 2001.  Archivado el 5 de octubre de 2009 en Wayback Machine.. 

## Descripción
Son árbolitos que no exceden los 8 metros de altura, de corteza gris claro, bastante lisa. Poseen hojas opuestas, de color verde claro, obovadas y ápice redondeado, estipulas aplanadas. Sus flores son muy pequeñas (<1 cm, por lo general 0,5 cm), al igual que todos los árboles de mangle de las Rhizophoraceae ésta especie botánica es vivípara. Los propágulos son delgados y largos  Archivado el 5 de octubre de 2009 en Wayback Machine.. Crece en suelos bien drenados, al alcance de las mareas de vez en cuando en el interior de los manglares .

## Usos
El fuste es utilizado para la construcción de viviendas y de leña, de la corteza se obtienen taninos y los frutos son comestibles [Peter K & Sivasothi N. (eds.)] Archivado el 5 de octubre de 2009 en Wayback Machine.. En el Sundarbands de Bangladés y la India se obtiene miel, con una producción que esta cercana a las 20 toneladas por año en un área de 200.000 hectáreas (has) de manglar donde domina la especie Ceriops [Villalba J.(2005)]. .

## Fuente
- Villalba, J. 2005. Los manglares en el mundo y en Colombia- Estudio descriptivo básico. Sociedad Geográfica de Colombia. Academia de Ciencias Geográficas. .
- Peter, K & Sivasothi N (eds.) 2001. Una guía a los manglares de Singapur. .
- Archivado el 5 de octubre de 2009 en Wayback Machine..